# Zaprionus sexvittatus
Zaprionus sexvittatus är en tvåvingeart som beskrevs av Collart 1937. Zaprionus sexvittatus ingår i släktet Zaprionus och familjen daggflugor. Inga underarter finns listade i Catalogue of Life.